# Herschel (planetka)
(2000) Herschel je planetka objevená 29. července 1960 německým astronomem Joachimem Schubartem v Sonneberské observatoři v někdejším východním Německu. Nachází se ve vnitřní části hlavního pásu planetek, má přibližně 16 kilometrů v průměru a na planetku velmi pomalou rotaci. Je pojmenována po anglickém astronomovi německého původu Williamu Herschelovi, který objevil mimo jiné i planetu Uran.

## Oběžná dráha a zařazení
Planetka Herschel je součástí tzv. skupiny Phocaea, velké skupiny planetek v hlavním pásu.
Obíhá Slunce ve vzdálenosti 1,7–3,1 AU, s dobou oběhu 3 roky a 8 měsíců. Oběžná dráha má excentricitu 0,30 a její sklon vůči rovině ekliptiky je 23°. Poprvé byla pozorována v roce 1934 observatoří v jihoafrickém Johannesburgu, tj. 26 let před oficiálním objevením v Sonnebergu.
Kvůli poměrně vysoké excentricitě své dráhy se planetka během obíhání Slunce přibližuje k oběžné dráze Marsu a existuje tedy možnost kolize. Její pravděpodobnost byla propočítána na přibližně 18 % za miliardu oběhů.

## Název
Planetka byla pojmenována na počest anglického astronoma německého původu Williama Herschela, který v roce 1781 objevil planetu Uran. Název zveřejnilo středisko Minor Planet Center 15. října 1977. Zatímco v pořadí tisící planetka, 1000 Piazzia, je nazvána podle Giuseppa Piazziho, objevitele trpasličí planety Ceres, dvoutísící je nazvaná podle Herschela, objevitele první planety, kterou nelze ze Země vidět pouhým okem. Další tisící planetky jsou nazvané například po Leonardu da Vincim, Marii a Pierrovi Curiovým či Isaacu Newtonovi.

## Fyzikální vlastnosti
Herschel je planetka typu S, tvořena zejména křemičitany železa a hořčíku.

## Rotace
Analýza světelné křivky planetky ukázala, že rotuje nepravidelně, s periodou rotace zhruba 130 hodin a výraznými výchylkami zářivosti.

## Průměr a albedo
Pro běžnou planetku se počítá s albedem přibližně 0,20; na základě absolutní hvězdné velikosti 11,25 je průměr planetky Herschel podle výpočtu 16,71 kilometrů. Dle pozorování z japonského satelitu Akari a teleskopu WISE společnosti NASA má planetka 14,768–17,385 kilometrů v průměru a její albedo má hodnotu 0,1870–0,256.